# 白宮記者協會
白宫记者协会（英語：White House Correspondents' Association，縮寫WHCA），是由报道白宫和美国总统的媒体记者所參與的一个组织。
在1914年，一些记者为了回应有关美国国会议员会选择哪些记者参加美国总统伍德罗·威尔逊的记者招待会的一个无稽谣言，因而创建了白宫记者协会。

## 参照
1. ↑  Unverifiable leak leads to modern WHCA （页面存档备份，存于）, from the WHCA website
2. ↑  .   [2012-05-01]. （原始内容存档于2008-04-23）.